# Клык и коготь (Доктор Кто)
«Клык и коготь» (англ. Tooth and Claw) — эпизод британского научно-фантастического телесериалa «Доктор Кто». Впервые был показан 22 апреля 2006 года.

## Сюжет
Доктор предлагает Розе отправиться на концерт Иэна Дьюри в 1979 год, но ошибается на сто лет. Путешественники высаживаются в Шотландии в 1879 году во времена правления королевы Виктории.
Королева вынуждена ехать по этим местам в связи с тем, что линия железной дороги до Абердина заблокирована поваленными деревьями. Королева, встретив путешественников, предлагает им присоединиться к её путешествию в поместье Торчвуд, любимое место отдыха её покойного супруга — принца Альберта.
Поместье захвачено группой воинственно настроенных монахов под руководством отца Анджело. Именно монахи подстроили обвал деревьев на железной дороге с целью заставить королеву приехать в поместье, именно они привезли с собой человека, поражённого ликантропией, чтобы потом заразить королеву и тем самым создать новую «Империю Волка».
Изучение библиотеки дало ключ к пониманию того, что происходит. Оборотень, а точнее ликантропия — болезнь, вызываемая инопланетной формой жизни, появившейся в этих местах ещё в 1540 году неподалёку от монастыря. С тех пор эти существа передавали свои ликантропические свойства всем, кто жил в этих местах. Доктор находит способ бороться с заражением с помощью бриллианта Кохинур, вставленного в телескоп.
Впоследствии королева обнаруживает на своей руке ранку, которая, как она считает, была нанесена ей щепкой дерева. Но Доктор понимает, что это — царапина, нанесённая оборотнем. Он обрабатывает рану королевы и сообщает Розе по секрету, что теперь все потомки королевы будут страдать от гемофилии — это расплата за неосторожность и результат ранения оборотнем. На следующий день королева награждает Доктора и Розу и изгоняет их с Британских островов.
В честь сэра Роберта королева учреждает институт Торчвуд для защиты Британии от инопланетных угроз.

## Дополнительная информация
- Эта серия положила начало шутке Десятого Доктора, когда он говорит «Нет, нет, не делай так» своему спутнику, который пытается изобразить акцент (в целом, у спутников это выходит плохо), подходящий к их местоположению/времени. Он повторит эту фразу Марте Джонс в сериях «Код Шекспира» и «В поисках бесконечности» и Донне Ноубл в сериях «Единорог и оса» и «Полночь».
- В серии с Третьим Доктором Проклятье Пеладоны (1972) Доктор упомянул, что присутствовал на коронации королевы Виктории. Пятый Доктор встретил Викторию (и был назначен её научным руководителем) в 1863 в новелле Империя Смерти (серия книг Прошлые Приключения Доктора), также королева появляется в новелле Луна Империи, действие которой происходит в 1878, когда спутник Доктора Камелион притворяется принцем Альбертом и убеждает её никому не рассказывать о произошедших событиях. Каноничность данных новелл, как впрочем и всех нетелевизионных историй, неясна.
- Эта серия немного похожа на серию Четвёртого Доктора Ужас проклятой скалы (1977). В этой серии Доктор также использовал алмаз для преломления света, создав таким образом «усиленный генератор пучка углерода», который сбил корабль Рутанов. События обеих серий происходят в закрытом пространстве, во время викторианской эры, в каждой из них есть пришельцы, изменяющие внешность, и девушка-дикарка.
- Оборотень появлялся в серии с Седьмым Доктором Величайшее шоу в галактике (1988), а также в новелле Wolfsbane из серии рассказов Прошлые Приключения Доктора, в рассказе про Восьмого Доктора Курзал и аудиопьесе Loups-Garoux компании Big Finish. Раса оборотней, верлоки, обратили Четвёртого Доктора в комиксе журнала «Доктор Кто» под названием Doctor Who and the Dogs of Doom (№ 27-№ 34), но он разработал лекарство от ликантропии в ТАРДИС.
- На Розе футболка с нарисованной короной, это отсылка художника по костюмам к тому, что в этой серии она повстречает королеву Викторию, и к тому, что Роза собиралась в 1979 год на концерт Иэна Дьюри. В серии «Атака Граска» Доктор отвёз Розу на концерт группы ABBA 1979 года на стадионе Уэмбли и в этой же серии процитировал строчку из песни «Down Down» группы Status Quo.
- Доктор упоминает, что помог свести с орбиты космическую станцию Skylab в 1979 году, хотя в подробности не вдаётся. Он лишь говорит, что чуть не лишился своего большого пальца.
- Доктор представляется как «Джеймс Маккриммон». Джейми Маккриммон был юным шотландским волынщиком из 1746 года и спутником Второго Доктора. То, что Доктор взял имя Джейми как псевдоним, является отсылкой к событиям серии Колесо в космосе, когда Джейми назвал Доктора одним из его широко распространённых псевдонимов — «Джоном Смитом».
- Когда Роза впервые встречает волка в человеческом обличье, он говорит, что «в ней есть что-то от волка» и что она «горит как Солнце», отсылая нас к событиям серии первого сезона «Пути расходятся».
- В этой серии Доктор объясняет суть ликантропии. Он говорит: «По-вашему, это оборотень, на самом деле он волкообразный световолновой полиформ».
- Королева Виктория стреляет в отца Анжело, но мы не только не видим его трупа, но и не знаем, что произошло с монахами, когда исчез оборотень.
- В самом конце серии королева Виктория основала Институт Торчвуд, назвав его в честь поместья, который стал бы заниматься расследованием паранормальных событий, таких как появление оборотня в этой серии.
- «Клык и Коготь» — название независимого комикса о Восьмом Докторе про вампиров на острове Индийского океана. Комикс был выпущен в Журнале «Доктор Кто» № 257—260, его автор — Алан Барнс, художники — Мартин Джерати и Робин Смит.
- Королева Виктория говорит: «Все, кто им обладает, обязательно умрёт», но по легенде лишь мужчин, обладающих им, будут преследовать несчастья, а женщин, напротив, будет всюду преследовать удача. Либо это производственная ошибка, либо отсылка к событиям, произошедшим с принцем Альбертом, либо намёк на то, что принц хотел спасти жизнь Виктории.
- Доктора уже во второй раз посвящают в рыцари, но впервые официально. Пятого Доктора посвятил в рыцари его будущий спутник Камелион, в тот момент притворявшийся королём Джоном I и управляемый Мастером (Демоны короля).